# Burasaia australis
Burasaia australis là một loài thực vật có hoa trong họ Biển bức cát. Loài này được Elliot mô tả khoa học đầu tiên năm 1891.